# 30-та стрілецька дивізія (СРСР)
30-та стрілецька дивізія (30 сд) (рос. 30-я стрелковая дивизия) — військове з'єднання, стрілецька дивізія сухопутних військ Червоної армії, що існувала з 1918 до 1945 року. 30-та стрілецька дивізія формувалася у складі Червоної армії двічі. Брала участь у Громадянській війні в Росії на Східному та Південному фронтах, у вторгненні до Бессарабії та Північної Буковини та в боях німецько-радянської війни.

## Історія з'єднання

### 1-ше формування

#### Громадянська війна в Росії
23 вересня 1918 року було сформовано 4-ту Уральську стрілецьку дивізію, яку наказом 3-ї армії Східного фронту, від 11 листопада 1918 року, № 048 перейменована на 30-ту стрілецьку дивізію.
Дивізія брала участь у боях під містом Кунгур, протягом семи днів тримала кругову оборону, стримуючи переважаючі війська генерала Радола Гайди. У червні 1919 року з'єднання брало участь у Пермській наступальній операції РСЧА.
Особлива кавалерійська бригада під командуванням Івана Каширіна брала участь у Челябінській операції 1919 року.
Восени 1919 року Східний фронт був реорганізований. Після взяття Омська (листопад 1919 року) 3-тю армію було розформовано, 30-ту і 51-шу стрілецькі дивізії, що входили до її складу, передано до складу 5-ї армії.
У складі 5-ї армії 30-та стрілецька дивізія брала участь у захопленні міст Томськ і Красноярськ. Вела бої в районі міста Іркутська.
У листопаді 1920 року дивізія брала участь у Перекопсько-Чонгарській операції. Після якої брала участь у боротьбі проти повстанців батьки Махна.
в грудні 1920 року дивізії за визволення міста Іркутськ присвоєно почесне найменування «Іркутська».
З листопада 1919 року до жовтня 1920 року 30-та стрілецька дивізія входила до складу 5-ї армії Східного фронту РСЧА.
У жовтні 1920 року дивізія відбула на Південний фронт для боротьби з Врангелем у Криму.

##### Перший факт позастатутних стосунків
1919 року троє старослужащих 1-го полку 30-ї дивізії забили до смерті свого товариша по службі — червоноармійця Купріянова, уродженця Балаковського повіту Самарської губернії 1901 року народження, через те, що молодий боєць відмовився за «дідів» виконати їхню роботу. За законами воєнного часу винні у смерті солдата були розстріляні. Це був перший зафіксований випадок, пов'язаний із нестатутними стосунками в Червоній армії.

#### Міжвоєнний період
З вересня 1921 року 30-та Іркутська сд імені ВЦВК входила до складу Харківського військового округу. З 21 квітня до 27 травня 1922 року дивізія входила до складу Південно-Західного військового округу, який 27 травня був перейменований на Український військовий округ. У 1922 році організацію стрілецької дивізії змінено, кількість стрілецьких полків у дивізії скоротилася з дев'яти до трьох. В Українському військовому окрузі з другої половини 1922 року і до початку 1923 року мали формуватися 6-й, 7-й, 8-й, 14-й і 17-й ск. У 1922 році почалося формування 7-го стрілецького корпусу, штаб у м. Дніпропетровську, до складу якого увійшли 25-ї та 30-ї сд. Командир корпусу призначено І. І. Гарькавого.
З 1923 року в Українському військовому окрузі почали формуватися нові територіальні стрілецькі дивізії.
17 вересня 1939 року війська Українського фронту, до складу якого входив 7-й корпус, розпочали вторгнення у східні райони Польщі — Західну Україну. Управління корпусу було переміщено з Дніпропетровська до Жмеринки Вінницької області, але до складу Дієвої армії не включалося. 41-ша і 80-та сд корпусу входили до складу Дієвої армії 17-28 вересня 1939, але залишалися в резерві. 30-та сд продовжувала перебувати в пункті постійної дислокації у Дніпропетровську й жодної участі у вторгненні не брала.

#### Приєднання Бессарабії та Північної Буковини до СРСР
У другій половині червня 1940 року в контексті до запланованого вторгнення Радянського Союзу до Бессарабії та Північної Буковини був розгорнутий Південний фронт. За директивою фронту управління 35-го ск, 37-го ск і 7-го ск, 173-тя, 176-та, 30-та, 164-та, 51-ша, 95-та, 147-ма, 150-та стрілецькі дивізії і 15-та моторизована дивізія; 21-ша легкотанкова бригада, 522-й, 110-й, 320-й, 124-й, 430-й, 439-й артполки і 317-ї артдивізіон РГК зосередилися в районі — Дубоссари, Тирасполь, Плоске, Шипка. 28 червня радянські війська отримали завдання — без оголошення війни зайняти Бессарабію і Північну Буковину. О 14:00 війська Червоної армії почали операцію із зайняття території Бессарабії.

#### Німецько-радянська війна
За кілька місяців до початку вторгнення нацистської Німеччини до СРСР, 30-та стрілецька дивізія була переформована на 30-ту гірськострілецьку. На 22 червня 1941 року дивізія підпорядковувалася 48-му стрілецькому корпусу 9-ї окремої армії й дислокувалася на радянсько-румунському кордоні по річці Прут у районі Скулян. Брала участь у боях у Молдові та на півдні України, під час дезорганізованого відступу втратила багато техніки та особового складу.
7 липня 1941 року виведена до резерву. 6 серпня була передана до складу Приморської армії, яка відповідала за оборону Одеси, втім ще до з'єднання, дивізія була відсічена, так і не з'єднавшись з основними силами армії і була змушена відступати далі на південний схід до Південного Бугу. Восени-взимку 1941 року вела оборонні та наступальні бої на Ростовському напрямку, займала рубіж по річці Міус. У січні 1942 року форсувала Міус, у березні 1942 року брала участь у наступі на Таганрог.
З другої половини липня 1942 року з боями відходила на Кавказ. Оборонялася на краснодарському напрямку; 12 серпня 1942 року остаточно залишила Краснодар. У серпні тримала оборону в районі Гарячого Ключа.
Брала участь у Туапсинській оборонній операції. В подальшому прикривала дороги через П'ятигорський і Хребтовий перевали, билася у запеклих оборонних боях, до кінця жовтня 1942 року тримає рубіж у долині річок Кавярзе і Псекупс, прикриваючи вихід на Хребтовий перевал і узбережжя Чорного моря.
18 грудня 1942 року дивізію нагороджено почесним званням «Гвардійська» і вона перетворена на 55-ту гвардійську стрілецьку дивізію.

### 2-ге формування
Вдруге 30-та стрілецька дивізія сформована 22 березня 1943 року на базі 16-ї і 119-ї стрілецьких бригад у Розсоші.
Дивізія, діючи у складі 43-го стрілецького корпусу Воронізького фронту, брала участь у Курській битві, у Бєлгородсько-Харківській стратегічній операції та битві за Дніпро. Наступала у напрямку Тростянець, Зіньків, Золотоноша.
28 вересня 1943 року під час Київської операції форсувала Дніпро в районі міста Канів, взяла участь у визволенні 6 листопада Києва і 12 листопада 1943 — Житомира. Потім Житомир був знову залишений і дивізія, вже під час Житомирсько-Бердичівської операції знову взяла участь у визволенні Житомира 31 грудня 1943 року.
Під час Проскурівсько-Чернівецької операції дивізія вела бої біля Кам'янця-Подільського, 9 березня 1944 року брала активну участь у визволенні Старокостянтинова, 24 березня — визволила Бучач, а 27 березня прорвалася до Оринина.
Під час Львівсько-Сандомирської операції взяла участь у визволенні 21 липня 1944 міста Монастириська, а 5 серпня — міста Стрий. Згодом брала участь у Східно-Карпатській операції та Західно-Карпатській операції, під час останньої вийшла до Моравсько-Остравського укріпленого району.
Закінчила війну в Празі, беручи участь у Празькій операції, під час операції 8 травня 1945 брала участь у визволенні міста Оломоуць.

## Командування

### Командири
1-ше формування
- Угрюмов Леонтій Якович (28 липня — 12 вересня 1918)
- Борчанінов Олександр Лукич (12 — 22 вересня 1918, ТВО)
- Блюхер Василь Костянтинович (22 вересня 1918 — 15 січня 1919)
- Каширін Микола Дмитрович (15 січня — 6 серпня 1919)
- Сергєєв Євген Миколайович (6 серпня 1919 — 8 грудня 1919)
- Лапін Альберт Янович (8 грудня 1919 — 12 березня 1920)
- Богомягков Степан Миколайович (12 — 14 березня 1920, ТВО)
- Грязнов Іван Кенсоринович (14 березня 1920 — 26 червня 1922);
- Стуцка Кирило Андрійович (23 липня — 12 вересня 1922)
- Окулич Олександр Костянтинович (12 вересня 1922 — 4 лютого 1923)
- Мясоєдов Петро Петрович (20 жовтня 1924 — 14 січня 1931)
- Скрипкін Володимир Михайлович (1 лютого 1931 — грудень 1934)
- комбриг Зубок Олександр Юхимович (10 січня 1935 — 8 червня 1937, репресований)
- комбриг Маршалков Іван Іванович (15 червня 1937 — 13 лютого 1938)
- комбриг Черняєв Платон Васильович (13 лютого 1938 — 16 серпня 1939)
- комбриг, з 05.06.1940 генерал-майор Галактіонов Сергій Гаврилович (16 серпня 1939 — 16 липня 1941)
- генерал-майор Гончаров Михайло Дмитрович (25 серпня — 4 грудня 1941)
- полковник Потєхін Сава Калістратович (5 грудня 1941 — 14 червня 1942)
- полковник Аршинцев Борис Микитович (15 червня 1942 — 18 грудня 1942)

2-ге формування
- полковник Савченко Михайло Євдокимович (22 березня — 16 вересня 1943)
- полковник Івановський Микола Михайлович (17 вересня — 19 жовтня 1943)
- полковник Янковський Віктор Павлович (20 жовтня 1943 — 30 липня 1944)
- полковник Волошин Федір Федорович (31 липня — 3 вересня 1944)
- генерал-майор Янковський Віктор Павлович (4 вересня 1944 — 11 травня 1945)

### Підпорядкованість
| Час                       | Корпус | Армія      | Група армій (округ)                          | Штаб                       |
| ------------------------- | ------ | ---------- | -------------------------------------------- | -------------------------- |
| Перше формування          |        |            |                                              |                            |
| 1918                      |        |            |                                              |                            |
| липень                    |        | 3 А        | Східний фронт                                | Кунгур                     |
| 1919                      |        |            |                                              |                            |
| листопад                  |        | 5 А        | Східний фронт                                | Перм                       |
| 1920                      |        |            |                                              |                            |
| жовтень                   |        | 4 А        | Південний фронт                              | Крим                       |
| 1922                      |        |            |                                              |                            |
| червень                   | 7 ск   |            | Український ВО                               | Дніпропетровськ            |
| 1941                      |        |            |                                              |                            |
| Гірськострілецька дивізія |        |            |                                              |                            |
| 22 червня                 | 48 ск  | 9 окрема А | Одеський ВО                                  | Скуляни                    |
| 1 липня                   | 35 ск  | 9 А        | Південний фронт                              | Герман                     |
| 10 липня                  | 48 ск  | 9 А        | Південний фронт                              | Ліпованка                  |
| 1 серпня                  | —      | 9 А        | Південний фронт                              | Тирасполь                  |
| Стрілецька дивізія        |        |            |                                              |                            |
| 1 жовтня                  | —      | 9 А        | Південний фронт                              | Михайлівка                 |
| 1942                      |        |            |                                              |                            |
| 1 січня                   | —      | 9 А        | Південний фронт                              | Міус                       |
| 1 лютого                  | —      | 56 А       | Південний фронт                              | Міус                       |
| 1 серпня                  | —      | 56 А       | Північно-Кавказький фронт                    | Краснодар                  |
| 1 жовтня                  | —      | 56 А       | Чорноморська група військ/Закавказький фронт | Туапсе                     |
| Друге формування          |        |            |                                              |                            |
| 1943                      |        |            |                                              |                            |
| 1 червня                  | 23 ск  | 47 А       | Степовий ВО/Резерв Ставки ВГК                | Розсош                     |
| 1 серпня                  | 23 ск  | 47 А       | Воронезький фронт                            | Бєлгород                   |
| 1 листопада               | 23 ск  | 38 А       | 1-й Український фронт                        | Лютізький плацдарм         |
| 1 грудня                  | 94 ск  | 1 гв.А     | 1-й Український фронт                        | Житомир                    |
| 1944                      |        |            |                                              |                            |
| 1 січня                   | 94 ск  | 1 гв.А     | 1-й Український фронт                        | Житомир                    |
| 1 квітня                  | 30 ск  | —          | 1-й Український фронт                        | Оринин                     |
| 1 травня                  | 30 ск  | 1 гв.А     | 1-й Український фронт                        | Оринин                     |
| 1 вересня                 | 30 ск  | 1 гв.А     | 4-й Український фронт                        | Турка                      |
| 1 листопада               | 11 ск  | 1 гв.А     | 4-й Український фронт                        | Снина                      |
| 1945                      |        |            |                                              |                            |
| 1 січня                   | 11 ск  | —          | 4-й Український фронт                        | Стропков                   |
| 1 лютого                  | —      | 1 гв.А     | 4-й Український фронт                        | Татри                      |
| 1 квітня                  | 11 ск  | 1 гв.А     | 4-й Український фронт                        | Татри                      |
| 1 травня                  | 11 ск  | 38 А       | 4-й Український фронт                        | Моравсько-Сілезькі Бескиди |